# 荷兰反法西斯前抵抗战士协会/反法西斯主义者联盟
荷兰反法西斯前抵抗战士协会/反法西斯主义者联盟（荷蘭語：Vereniging van Anti-Fascistische Oudverzetsstrijders Nederland/Bond van Anti-fascisten，缩写为AFVN）是荷兰的一个反法西斯主义组织。该组织成立于1974年4月，但直到获得合法地位后才公开活动。其创始成员是一些斯大林主义者，他们对荷兰共产党拒绝支持1968年8月21日苏联入侵捷克斯洛伐克不满。
该组织致力于抵制新纳粹主义以及对纳粹主义和法西斯主义的美化。2009年以前，它出版季刊《反法西斯主义者》，订阅《反法西斯主义者》的读者也被视为该组织的成员。它是国际抵抗者联合会和世界反帝国主义纲领的成员。